# 하야시 오사무
하야시 오사무(일본어: 林 修 はやし おさむ[*])는 일본의 탤런트, 강사이다. 1965년 9월 2일 출생. 나고야시 출신. 2010년, 그는 수업중에 「언제 할까? 지금이지요!」 (いつやるか? 今でしょ!)라는 대사를 발했다. 이 대사는 유행어가 되었다.

## 참고 자료
- (일본어) 『林修』  - 고트뱅크